# クーン・ローブ
クーン・ローブ (Kuhn Loeb & Co.) は、グローバルな金融財閥。クーン・ローブ商会とも。1867年に創業、ニューヨークに本部を置いた。戦後も1947年発行のオランダ国債や欧州石炭鉄鋼共同体債、オスロ市債、オーストリア国債、デンマーク国債、ジャマイカ債の引受代表となった。引受けた国債銘柄はモルガン・スタンレーよりもずっと幅広い。
1977年にリーマン・ブラザーズに統合され、クーン・ローブ・リーマンと称した。その後、1984年にクーン・ローブ・リーマンがアメリカン・エキスプレスに買収され、シェアソン・リーマン・アメリカン・エキスプレス (Shearson Lehman/American Express) に改名された際、クーン・ローブの名は消えることとなった。もっとも、ローブはリーマンの語源である。

## 歴史

### 創業期
1850年代アブラハム・クーンとソロモン・ローブの姓を組み合わせてクーン・ローブ商会とした。その後、事業で手を組むと同時にクーン家の娘イーダとローブ家のモリスが結婚して一族となっている。その娘であるテレサと結婚したのが、ジェイコブ・ヘンリー・シフである。ジェイコブ・ヘンリー・シフはドイツ・フランクフルトのゲットー（フランクフルト・ゲットー）でロスチャイルド家と共に住んでいた。
1870年代以降、クーン=ローブ商会は、今日でいうベンチャーキャピタルとして、当時の鉄道事業に積極的に投資し、モルガン財閥と競争を繰り広げた。1877年のシカゴ・ノースウェスタン鉄道への資金調達を皮切りに、1881年にはペンシルバニア鉄道、シカゴ・ミルウォーキー・セント・ポール・アンド・パシフィック鉄道への資金調達を行った。シフは、1897年にユニオン・パシフィック鉄道の事業再建の資金調達を支援した。1901年のモルガン財閥とのノーザン・パシフィック鉄道の買収攻勢防戦劇は当時の大きな話題となった。また長期間にわたって、ウェスティングハウス、ウェスタン・ユニオン、ポラロイドなど、アメリカ合衆国の大企業と密接な関わりを持ち、長期の財政的な後ろ盾となった。またオーストリア、フィンランド、メキシコ、ベネズエラなど一部の外国政府の財政アドバイザーも務めた。パリ・リヨン・地中海鉄道の社債を引受けたこともある。

### 日本との関係
ジョン・ロックフェラーへのメインバンク、財政アドバイザーとしても有名。国内の主要産業への投資のみならず、クーン・ローブを通じ中華民国や大日本帝国などの公債引き受け等にも参画。日本政府が日英同盟を根拠にして日露戦争の日本公債をイギリス・ロンドンで販売した際、当時世界最大の石油産出量を誇っていたカスピ海のバクー油田の利権を持つロスチャイルド家は購入を拒否。その代わり同家は行動を共にするジェイコブ・ヘンリー・シフを紹介した。日本は戦費を調達できたが、戦後は金利を支払い続け、シフは「日露戦争で最も儲けた」。1911年にはクーン・ローブはロックフェラーと共同で、後にチェース銀行と合併するエクイタブル・トラスト社を買収した。関東大震災のときは台湾電力の社債を引受けている。